# بوب ورثينجتون
بوب ورثينجتون (بالإنجليزية: Bob Worthington)‏ هو دبلوماسي نيوزيلندي، ولد في 31 يناير 1936 في وايكيكي في الولايات المتحدة، وتوفي في 14 أغسطس 2008 في هونولولو في الولايات المتحدة.